# Bernadette Arakwiye
Bernadette Arakwiye (geboren in den 1980er Jahren in Kigali) ist amtierende Umweltministerin der Republik Ruanda.

## Leben und Karriere
Arakwiye hat einen Bachelorabschluss in Biologie von der University of Rwanda und einen Masterabschluss in Environmental Studies von der Antioch University New England. Sie besitzt zudem einen Doktortitel in Geographie von der Clark University in Massachusetts. Arakwiye arbeitete bei Conservation International in den USA und als Forschungsassistentin bei Dian Fossey Gorilla Fund International in Ruanda. Später arbeitete sie am World Resources Institute (WRI) als Senior Manager für Renaturierungsprogramme in Afrika und trug dort zur African Forest Landscape Restoration Initiative (AFR100) bei. Zudem war sie Vorsitzende des Africa Restoration Executive Team am WRI. Am 24. Juli 2025 ernannte Präsident Paul Kagame Arakwiye als Nachfolgerin von Valentine Uwamariya zur neuen Umweltministerin.
Arakwiye lebt mit ihrem Mann und ihren zwei Söhnen im Distrikt Musanze in der Nordprovinz von Ruanda.